# Rezerwat przyrody Buchlov

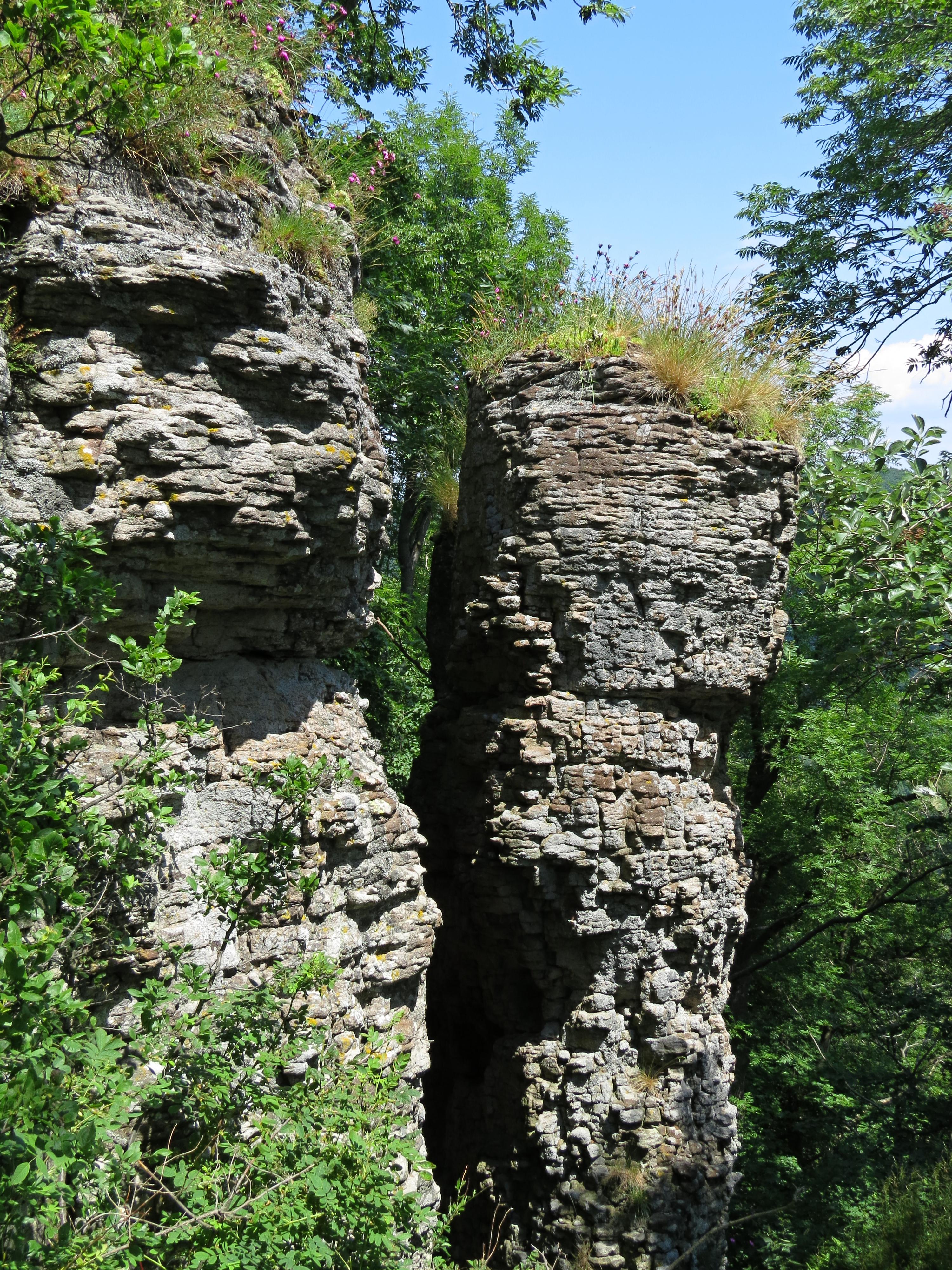
Skalne wieże w rezerwacie Buchlov

Rezerwat przyrody Buchlov (słow. Prírodná rezervácia Buchlov) – rezerwat przyrody w grupie górskiej Ptacznika w zachodniej Słowacji. Powierzchnia 103,96 ha.

## Położenie
Rezerwat położony jest w zachodniej części pasma Wysokiego Ptacznika. Obejmuje fragment skalistego grzbietu drugorzędnego ramienia górskiego, odchodzącego na północny zachód od szczytu Rúbaný vrch (1097 m n.p.m.) w głównym grzbiecie Ptacznika, liczony od szczytu Buchlov (1040 m n.p.m.) na wschodzie przez szczyt Sladná skala (913 m n.p.m.) po szczyt Žarnov (840 m n.p.m.) na zachodzie.
Leży w granicach katastralnych wsi Čereňany i Oslany w powiecie Prievidza w kraju trenczyńskim.
Tereny rezerwatu leżą w granicach Obszaru Chronionego Krajobrazu Ponitrie.

## Historia
Rezerwat został powołany rozporządzeniem Ministerstwa Kultury Słowackiej Republiki Socjalistycznej nr 47/1984-32 z dnia 30 kwietnia 1984 r. W rezerwacie obowiązuje 5. (najwyższy) stopień ochrony.

## Charakterystyka
Rezerwat obejmuje fragment skalistego grzbietu i przylegających doń stoków na wysokości od ok. 680 m n.p.m. na zachodzie (w rejonie szczytu Žarnov) aż po szczyt Buchlova (1040 m n.p.m.) na wschodzie, zbudowanego głównie ze skał andezytowych. W rzeźbie, charakterystycznej dla młodych gór pochodzenia wulkanicznego, powstałej w wyniku intensywnych procesów denudacyjno-erozyjnych, reprezentowane są skalne ściany, turnie w formie wież o płaskich wierzchołkach, żleby, gołoborza, piargi i stożki nasypowe. Cały prawie teren, poza kilkoma niewielkimi polanami i skalnymi wychodniami, jest porośnięty lasami. Lasy te charakteryzują się nieznacznym stopniem ingerencji gospodarczej człowieka, a wiek rosnących w nich drzew wynosi przeciętnie od 60 do 150 lat.

## Flora
Na wietrzejącym andezytowym podłożu rosną lasy dębowo-grabowe, przechodzące w wyższych położeniach w buczyny z domieszką jodły, świerka, klonu i innych gatunków liściastych. Na piargach i usypiskach spotkamy różne facje jaworzyn z jaworem i lipą oraz miesiącznicą trwałą w runie. W najwyższych położeniach, w obrębie skalnych wychodni, występują także: jesion, jarzębina, jarząb mączny, brzoza, a nawet dąb bezszypułkowy, dla którego stanowisko pod szczytem Buchlova jest drugim co do wysokości miejscem występowania na Słowacji.
Po południowej stronie grzbietu rosną m.in. ciepłolubna trawa kostrzewa nibydalmacka i koniczyna dwukłosowa. Po drugiej stronie grzbietu, wystawionej na chłodniejsze i wilgotniejsze wiatry północnozachodnie, w podszycie dominują borówka czarna, trzcinnik leśny, śmiałek pogięty i kilka gatunków paproci.
Z punktu widzenia fitogeografii szczególnie cenne są również interesujące zespoły roślinności naskalnej. Występuje tu m.in. rojownik włochaty, rozchodnik wielki i czosnek skalny.

## Fauna
W faunie rezerwatu należy wyróżnić zwłaszcza te gatunki, które związane są ze starymi kompleksami leśnymi, nieznacznie naruszonymi gospodarką człowieka. Największym drapieżnikiem pojawiającym się w rezerwacie jest ryś. Najprawdopodobniej do fauny rezerwatu zaliczyć można również żbika, potwierdzonego w sąsiednich rejonach Ptacznika. Typowym małym drapieżnikiem jest kuna leśna. Spośród małych ssaków owadożernych występują tu m.in. ryjówka aksamitna i ryjówka malutka, a spośród gryzoni m.in. orzesznica leszczynowa. Ptaki reprezentowane są m.in. przez puchacza zwyczajnego, puszczyka zwyczajnego, kruka i dzięcioła zielonego. Z gadów żyją tu m.in. salamandra plamista i jaszczurka żyworodna. Należy zwrócić uwagę na chrząszcze: nadobnicę alpejską, związaną ze starymi buczynami oraz jelonka rogacza i kozioroga dębosza, które z kolei preferują ciepłe, słoneczne lasy dębowe. W miejscach, w których rośnie kokorycz pusta, można spotkać rzadkiego motyla niepylaka mnemozynę. Występujący tu mięczak Cochlina remota jest endemitem grupy Ptacznika.

## Turystyka
Teren rezerwatu nie jest dopuszczony do zwiedzania turystycznego. Jego północnym skrajem, mniej więcej wzdłuż linii podanego wyżej grzbietu, wiodą żółte  znaki szlaku turystycznego ze wsi Oslany na Rúbaný vrch. Na odcinku od szczytu Žarnov po Buchlov (i dalej do Bystričianskiej doliny) wraz z tymi znakami biegnie ścieżka dydaktyczna „Buchlov” (słow. Náučný chodník Buchlov).